# Bidessonotus nepotinus
Bidessonotus nepotinus är en skalbaggsart som beskrevs av J. Balfour-browne 1947. Bidessonotus nepotinus ingår i släktet Bidessonotus och familjen dykare. Inga underarter finns listade i Catalogue of Life.